# Beatrice Winde
Beatrice Winde (nata Beatrice Lucille Williams; Chicago, 5 gennaio 1924 – New York, 3 gennaio 2004) è stata un'attrice statunitense, attiva in campo teatrale, televisivo e cinematografico.

## Biografia
Ha studiato al Conservatorio di Chicago, a Yale e alla Juilliard School, prima di fare il suo debutto a Broadway nel musical di Melvin Van Peebles Ain't Supposed to Die a Natural Death, per cui ha vinto il Theatre World Award ed è stata candidata al Tony Award alla miglior attrice non protagonista in un musical. Ha recitato a lungo a New York fino al 2000, apparendo, tra gli altri, nella prima mondiale del dramma Premio Pulitzer The Young Man from Atlanta e un acclamato revival di Riccardo III.

## Filmografia parziale
- Il colpo della metropolitana (Un ostaggio al minuto) (The Taking of Pelham One Two Three), regia di Joseph Sargent (1974)
- 40.000 dollari per non morire (The Gambler), regia di Karel Reisz (1974)
- Mandingo, regia di Richard Fleischer (1975)
- Sparkle, regia di Sam O'Steen (1976)
- Oliver's Story, regia di John Korty (1978)
- Li troverò ad ogni costo (Hide in Plain Sight), regia di James Caan (1980)
- L'ambulanza (The Ambulance), regia di Larry Cohen (1990)
- Rabbia ad Harlem (A Rage in Harlem), regia di Bill Duke (1991)
- Il padrone di casa (The Super), regia di Rod Daniel (1991)
- Malcolm X, regia di Spike Lee (1992)
- Può succedere anche a te (It Could Happen to You), regia di Andrew Bergman (1994)
- Jefferson in Paris, regia di James Ivory (1995)
- Pensieri pericolosi (Dangerous Minds), regia di John N (1995)
- Stella solitaria (Lone Star), regia di John Sayles (1996)
- Il senso dell'amore (She's the One), regia di Edward Burns (1996)
- Bionda naturale (The Real Blonde), regia di Tom DiCillo (1997)
- Simon Birch, regia di Mark Steven Johnson (1998)
- Mickey occhi blu (Mickey Blue Eyes), regia di Kelly Makin (1999)
- Hurricane - Il grido dell'innocenza (The Hurricane), regia di Norman Jewison (1999)